# Trescléoux
Trescléoux ist eine französische Gemeinde im Département Hautes-Alpes in der Region Provence-Alpes-Côte d’Azur. Sie gehör zum Kanton Serres im Arrondissement Gap.

## Geografie
Trescléoux liegt im Bereich der Seealpen am Fluss Blaisance. Im Westen bildet der Gebirgsfluss Buëch die Grenze zu Montrond und der Commune nouvelle Garde-Colombe mit Saint-Genis und Eyguians. Die weiteren Nachbargemeinden sind Méreuil im Norden, Garde-Colombe und Orpierre im Süden und Chanousse im Westen. Örtliche Erhebungen sind die Rochers d’Aumage (1060 m) und die Côte des Granets (1359 m).

## Bevölkerungsentwicklung
| Jahr      | 1962 | 1968 | 1975 | 1982 | 1990 | 1999 | 2008 | 2018 |
| --------- | ---- | ---- | ---- | ---- | ---- | ---- | ---- | ---- |
| Einwohner | 300  | 239  | 225  | 244  | 263  | 275  | 314  | 313  |

## Sehenswürdigkeiten
- La Petite Église, Kirche aus dem 17. Jahrhundert